# Tetrastigma henryi
Tetrastigma henryi är en vinväxtart som beskrevs av François Gagnepain. Tetrastigma henryi ingår i släktet Tetrastigma och familjen vinväxter. Utöver nominatformen finns också underarten T. h. mollifolium.